# Macrocybe titans
Macrocybe titans är en svampart som först beskrevs av Howard Elson Bigelow och James W. Kimbrough, och fick sitt nu gällande namn av Pegler, Lodge & Nakasone 1998. Macrocybe titans ingår i släktet Macrocybe och familjen Tricholomataceae.   Inga underarter finns listade i Catalogue of Life.